# Pehr af Bjerkén den yngre
Pehr af Bjerkén, född 2 januari 1765 i Stockholm, död 24 februari 1818 i Jönköping, var en svensk kirurg. Han var son till Pehr af Bjerkén den äldre.

## Biografi
af Bjerkén avlade i Uppsala mediko-filosofisk examen, inskrevs 1788 som kirurgie student vid Kirurgiska societeten i Stockholm, förordnades samma år till sjukhusläkare vid arméns sjukhus i Göteborg och visade i denna egenskap så stor skicklighet, att han beordrades till armén i Finland, där man var i största förlägenhet om dugliga fältläkare. 
Sedan han efter krigets slut tagit sina medicinska examina i Uppsala och under Olof af Acrel tjänstgjort på Serafimerlasarettet i Stockholm, reste han 1793 till London. Där levde och verkade då de över hela Europa kända kirurgerna John Hunter och Henry Cline, och inom kort tillvann sig den svenske läkaren båda dessa mäns uppmärksamhet. Cline antog honom till sin medhjälpare såväl i sin kliniska som i sin privata praktik. 
År 1796 återvände af Bjerkén till Sverige, där han snart blev den högsta auktoriteten i kirurgiska frågor. Den på beröm så njugge Acrel lovordade hans kunskaper, och ryktet om hans skicklighet drog även långväga patienter till Stockholm. Det var också af Bjerkén, som den i Finland sammandragna armén begärde att få till läkare. 
År 1808 utnämndes han till förste fältmedikus. Vid bataljerna var han närvarande på själva slagfältet, förband de sårade och verkställde mitt under kanonelden de nödvändiga kirurgiska operationerna. Samma ömhet, som han ägnade sina sårade landsmän, ägnade han även åt sårade fångar av den fientliga armén. 
År  1809 lämnade han Finland för att överta den genom Carl Fredrik von Schulzenheims död ledigblivna överkirurgsbefattningen vid Serafimerlasarettet. Vetenskapsakademien kallade honom samma år till sin ledamot, och flera andra hedersbevisningar och förtroendeuppdrag följde därefter tätt på varandra. Han avled under en resa till Göteborg, där han skulle utföra en operation.
1810 blev han överfältläkare och 1817 brigadläkare. Pehr af Bjerkén var på sin tid Sveriges största kirurg och har kallats den svenska kirurgins fader. Men med åren sviktade hans hälsa och handlag och det berättas att han vid underrättelsen om Karl XIII:s död skall ha yttrat: "Då dör kungen i kirurgien snart också", en profetia som slog in tre veckor därefter, då han drabbades av det slaganfall som ledde till hans död.

## Övrigt
Pehr af Bjerkén finns omnämnd i Fänrik Ståls sägner i raderna "Två ting dock lärt mig akta läkarns yrke: Min bräckta panna och min vän Bjerkén" ur dikten Döbeln vid Jutas. En gata i Lerum är uppkallad efter honom.